# Dan Labraaten
Dan Labraaten (* 5. September 1951 in Arvika) ist ein ehemaliger schwedischer Eishockeyspieler und -scout, der im Verlauf seiner aktiven Karriere zwischen 1965 und 1988 unter anderem 276 Spiele für die Detroit Red Wings und Calgary Flames in der National Hockey League (NHL) sowie 135 weitere Partien für die Winnipeg Jets in der World Hockey Association (WHA) auf der Position des linken Flügelstürmers bestritten hat. Den Großteil seiner Karriere verbrachte Labraaten aber in seiner schwedischen Heimat bei Leksands IF, mit dem er drei Meistertitel gewann. Mit den Winnipeg Jets konnte er im Jahr 1978 den Gewinn der Avco World Trophy feiern. Darüber hinaus wurde er mit der schwedischen Nationalmannschaft im Jahr 1986 Vizewelt- und -europameister. Sowohl sein jüngerer Bruder Ulf als auch sein Cousin Thomas Steen waren professionelle Eishockeyspieler.

## Karriere
Labraaten spielte bis kurz vor seinem 18. Geburtstag für den Grums IK, dessen Nachwuchsabteilung er durchlief. Im Verlauf der Saison 1965/66 hatte der Stürmer in der ersten Mannschaft seines Stammvereins in der damals zweitklassigen Division 2 debütiert. Bereits als 15-Jähriger hatte er sich in der Mannschaft als Stammspieler etabliert. Ebenfalls während seiner Juniorenzeit nahm Labraaten mit der Auswahlmannschaft der Provinz Värmland am prestigeträchtigen TV-pucken-Turnier teil, bei dem der Stürmer die Provinzmannschaft zum Titel führte. Er selbst wurde mit dem Sven Tumbas stipendium als bester Stürmer des Wettbewerbs ausgezeichnet.
Zur Spielzeit 1969/70 verließ das Talent seinen Stammverein aus Grums und wechselte zum aufstrebenden Leksands IF in die erstklassige Division 1. Auch dort gelang ihm die Anpassung an die höhere Spielklasse schnell und er sammelte – wie bereits in den Vorjahren – mehr als 20 Scorerpunkte pro Saison. Ebenso waren die sieben Spielzeiten in Leksand sehr erfolgreich, da der Flügelstürmer zwischen 1973 und 1975 drei Meistertitel in Folge mit dem Team gewann. Zudem erhielt er in den Jahren 1975 und 1976 jeweils eine Nominierung für das schwedische All-Star-Team des Jahres bestehend aus den besten schwedischen Spielern der Saison aus dem In- und Ausland.
Mit den Erfolgen im Gepäck und guten Leistungen im Trikot des schwedischen Nationalteams wagte der Offensivspieler im Sommer 1976 den Sprung nach Nordamerika, wo er einen Vertrag bei den Winnipeg Jets aus der World Hockey Association (WHA) unterzeichnete. Die Jets verpflichteten zu dieser Zeit zahlreiche Spieler aus Skandinavien. Gleich in seinem ersten Jahr in der WHA hinterließ der Schwede einen guten Eindruck. Er sammelte 51 Scorerpunkte in der regulären Saison und gehörte mit weiteren 24 Punkten in den Playoffs, in denen Winnipeg in der Finalserie den Nordiques de Québec unterlag, zu den besten fünf Scorern. In der folgenden Spielzeit schloss Labraaten sein zweijähriges Engagement in Winnipeg mit dem Gewinn der Avco World Trophy erfolgreich ab. Nach dem Auslaufen seines Vertrags bei den Jets verblieb er jedoch in Nordamerika, wechselte allerdings als Free Agent in die Konkurrenzliga National Hockey League (NHL). Dort stand er fortan für die Detroit Red Wings auf dem Eis. Nach zwei soliden Jahren, in denen er in seiner NHL-Rookiesaison mit 19 Tore aufwarten konnte und diesen Wert in der folgenden Spielzeit auf 30 steigerte, startete der Stürmer schwach in die Saison 1980/81. Nachdem er in 44 Einsätzen bis Anfang Februar 1981 nur elfmal gepunktet hatte, wurde er im Tausch für Earl Ingarfield junior zu den Calgary Flames transferiert. Dort war er schließlich bis zum Ende der Spielzeit 1981/82 aktiv, ehe er nach sechs Jahren in Kanada und den Vereinigten Staaten wieder in seine schwedische Heimat zurückkehrte.
Zurück in Schweden stand Labraaten wieder für Leksands IF in der nun unter dem Namen Elitserien firmierenden höchsten Spielklasse auf dem Eis. Allerdings verliefen die folgenden sechs Jahre sportlich nicht annähernd so erfolgreich wie vor seinem Wechsel Mitte der 1970er-Jahre. Zwar konnte der Angreifer in seinem zweiten Jahr mit 44 Scorerpunkten den Titel des Topscorers der Elitserien gewinnen, allerdings gelang in den sechs Spielzeiten nur ein einziges Mal der Sprung in die Playoffs. Nach der Saison 1987/88 beendete der 37-Jährige schließlich seine Karriere als Aktiver.
Unmittelbar nach seinem Karriereende erhielt Labraaten zur Saison 1988/89 ein Angebot der New Jersey Devils aus der NHL, um für sie auf dem europäischen Spielermarkt als Scout tätig zu werden. Diese Position füllte der Ex-Spieler bis zum Ende der Spielzeit 2015/16 über 28 Jahre lang aus. Danach arbeitete er zwischen 2016 und 2018 zwei Jahre lang in der gleichen Position für die Vegas Golden Knights, ehe er sich im Alter von 66 Jahren zur Ruhe setzte.

### International
Für sein Heimatland absolvierte Labraaten mit der schwedischen Nationalmannschaft insgesamt sechs Weltmeisterschaften sowie den Canada Cup 1976. Im Juniorenbereich spielte er zwischen 1968 und 1970 drei Junioren-Europameisterschaften. Dabei konnte er in beiden Altersklassen insgesamt acht Medaillen gewinnen.
Mit der schwedischen U19-Nationalmannschaft nahm der Stürmer an den Europameisterschaften zwischen 1968 und 1970 dreimal in Folge teil. In 15 EM-Spielen traf er dabei 14-mal und gewann 1968 die Bronzemedaille sowie in den Jahren 1969 und 1970 jeweils Silber. Ähnlich erfolgreich bestritt er auch die Weltmeisterschaften im Herrenbereich. Seine erste Weltmeisterschaft absolvierte er dabei 1974 in der finnischen Landeshauptstadt Helsinki, bei der er mit dem Team die Bronzemedaille gewann. Denselben Rang im Abschlussklassement erreichte er mit der Tre Kronor auch bei den Welttitelkämpfen in den Jahren 1975, 1976 und 1979. Die beste Platzierung erreichte Labraaten bei seiner letzten Weltmeisterschaft im Jahr 1986 in Moskau, als er die Silbermedaille gewann. Lediglich beim Canada Cup 1976 und der Weltmeisterschaft 1985 blieb der Angreifer bei seinen internationalen Auftritten ohne Medaillengewinn. Bei den parallel ausgespielten Europameisterschaften gewann er ebenfalls vier Bronze- und eine Silbermedaille.

## Erfolge und Auszeichnungen
| - 1968 TV-pucken-Gewinn mit dem Provinzteam Värmland - 1968 Sven Tumbas stipendium - 1973 Schwedischer Meister mit Leksands IF - 1974 Schwedischer Meister mit Leksands IF - 1975 Schwedischer Meister mit Leksands IF | - 1975 Schwedisches All-Star-Team - 1976 Schwedisches All-Star-Team - 1978 Avco-World-Trophy-Gewinn mit den Winnipeg Jets - 1984 Topscorer der Elitserien |

### International
| - 1968 Bronzemedaille bei der U19-Junioren-Europameisterschaft - 1969 Silbermedaille bei der U19-Junioren-Europameisterschaft - 1970 Silbermedaille bei der U19-Junioren-Europameisterschaft - 1974 Bronzemedaille bei der Weltmeisterschaft - Bronzemedaille bei der Europameisterschaft - 1975 Bronzemedaille bei der Weltmeisterschaft - Bronzemedaille bei der Europameisterschaft | - 1976 Bronzemedaille bei der Weltmeisterschaft - Bronzemedaille bei der Europameisterschaft - 1979 Bronzemedaille bei der Weltmeisterschaft - Bronzemedaille bei der Europameisterschaft - 1986 Silbermedaille bei der Weltmeisterschaft - Silbermedaille bei der Europameisterschaft |

## Karrierestatistik

### International
Vertrat Schweden bei:
| - U19-Junioren-Europameisterschaft 1968 - U19-Junioren-Europameisterschaft 1969 - U19-Junioren-Europameisterschaft 1970 - Weltmeisterschaft 1974 - Weltmeisterschaft 1975 | - Weltmeisterschaft 1976 - Canada Cup 1976 - Weltmeisterschaft 1979 - Weltmeisterschaft 1985 - Weltmeisterschaft 1986 |

(Legende zur Spielerstatistik: Sp oder GP = absolvierte Spiele; T oder G = erzielte Tore; V oder A = erzielte Assists; Pkt oder Pts = erzielte Scorerpunkte; SM oder PIM = erhaltene Strafminuten; +/− = Plus/Minus-Bilanz; PP = erzielte Überzahltore; SH = erzielte Unterzahltore; GW = erzielte Siegtore; 1 Play-downs/Relegation; Kursiv: Statistik nicht vollständig)